# Esmé Lammers
Esmé Lammers (* 9. Juni 1958 in Amsterdam, Niederlande) ist eine niederländische Autorin und Filmregisseurin.
Die Enkelin des Schachweltmeisters Max Euwe studierte zunächst in ihrer Geburtsstadt Biologie und wandte sich 1989 der Kunst zu. Ihr Werk Lang lebe die Königin, das durch den Großvater inspiriert war, erschien 1995 sowohl als Film als auch als Buch. Das Drehbuch zu Tom & Thomas aus dem Jahr 2002 gestaltete Hans Kuyper zum Jugendbuch um.
Ferner schrieb sie Drehbücher zu den Fernsehserien Wet & Waan, Baantjer, Kleine daden, grote gevolgen und Flodder. Regie führte sie zuletzt bei Amazones im Jahr 2004.
Ihre Filme wurden mehrfach ausgezeichnet. So erhielt sie für Lang lebe die Königin unter anderem 1995 den Cinekid Film Award und 1996 den Montgomery Prize. Tom & Thomas wurde auf dem Chicago International Children’s Film Festival preisgekrönt und Amazones wurde 2005 für den Emden Film Award nominiert.